# Olympische Sommerspiele 1912/Schießen – 30 m Armeerevolver Mannschaft (Männer)
Der Mannschaftsschießwettkampf mit dem Armeerevolver bei den Olympischen Spielen 1912 in Stockholm wurde vom 29. Juni bis 3. Juli auf der Kaknäs skjutbanor ausgetragen.
Geschossen wurde über eine Distanz von 30 Metern. Eine Mannschaft bestand aus vier Schützen. Jeder Schütze gab 30 Schuss unterteilt in 6 Serien à 5 Schuss ab.

## Ergebnisse
| Rang | Mannschaft                 | Einzelpunktzahl    | Gesamt Treffer (Punkte) |
| ---- | -------------------------- | ------------------ | ----------------------- |
| 1    | Schweden                   | Schweden           | 120 (1145)              |
| 1    | Eric Carlberg              | 290                | 120 (1145)              |
| 1    | Vilhelm Carlberg           | 287                | 120 (1145)              |
| 1    | Johan Hübner von Holst     | 284                | 120 (1145)              |
| 1    | Paul Palén                 | 284                | 120 (1145)              |
| 2    | Russland                   | Russland           | 118 (1091)              |
| 2    | Amos Kasch                 | 281                | 118 (1091)              |
| 2    | Mykola Melnyzkyj           | 273                | 118 (1091)              |
| 2    | Pawel Woiloschnikow        | 270                | 118 (1091)              |
| 2    | Heorhij Pantelejmonow      | 267                | 118 (1091)              |
| 3    | Großbritannien             | Großbritannien     | 117 (1107)              |
| 3    | Hugh Durant                | 289                | 117 (1107)              |
| 3    | Albert Kempster            | 285                | 117 (1107)              |
| 3    | Charles Stewart            | 284                | 117 (1107)              |
| 3    | Horatio Poulter            | 249                | 117 (1107)              |
| 4    | Vereinigte Staaten         | Vereinigte Staaten | 117 (1097)              |
| 4    | Alfred Lane                | 292                | 117 (1097)              |
| 4    | Reginald Sayre             | 273                | 117 (1097)              |
| 4    | Walter Winans              | 271                | 117 (1097)              |
| 4    | John Dietz                 | 261                | 117 (1097)              |
| 5    | Griechenland               | Griechenland       | 115 (1057)              |
| 5    | Konstantinos Skarlatos     | 283                | 115 (1057)              |
| 5    | Ioannis Theofilakis        | 275                | 115 (1057)              |
| 5    | Frangiskos Mavrommatis     | 273                | 115 (1057)              |
| 5    | Georgios Petropoulos       | 226                | 115 (1057)              |
| 6    | Frankreich                 | Frankreich         | 113 (1041)              |
| 6    | Edmond Sandoz              | 285                | 113 (1041)              |
| 6    | Charles de Jaubert         | 275                | 113 (1041)              |
| 6    | Georges de Crequi-Montfort | 259                | 113 (1041)              |
| 6    | Maurice Fauré              | 222                | 113 (1041)              |
| 7    | Deutsches Reich            | Deutsches Reich    | 102 (890)               |
| 7    | Benno Wandolleck           | 256                | 102 (890)               |
| 7    | Gerhard Bock               | 233                | 102 (890)               |
| 7    | Georg Meyer                | 216                | 102 (890)               |
| 7    | Heinrich Hoffmann          | 195                | 102 (890)               |